# Brevipalpus perseae
Brevipalpus perseae är en spindeldjursart som beskrevs av De Leon 1960. Brevipalpus perseae ingår i släktet Brevipalpus och familjen Tenuipalpidae. Inga underarter finns listade.